# گریت مسینگهم
گریت مسینگهم (به انگلیسی: Great Massingham) یک روستا و محله مدنی در بریتانیا است که در King's Lynn and West Norfolk واقع شده‌است. گریت مسینگهم ۱۷٫۱۷ کیلومتر مربع مساحت و ۹۰۲ نفر جمعیت دارد.